# Verdrag van Nemours
Het Verdrag van Nemours werd getekend op  7 juli 1585 tussen koning Hendrik III van Frankrijk en de Heilige Liga. Karel III van Lotharingen tekende mee. Het verdrag werd getekend in het kader van de Hugenotenoorlogen.

## Context
Koning Hendrik III had een hekel aan conflict. Op 10 juni 1584 stierf Frans van Anjou, de mogelijke troonopvolger omdat Hendrik III kinderloos was, en zo werd Hendrik van Navarra, leider van de Hugenoten, de nieuwe troonpretendent. Hertog Hendrik I van Guise blies de Heilige Liga terug leven in door het tekenen van het Verdrag van Joinville met koning Filips II van Spanje, hierdoor verloor Hendrik III alle werkelijke macht. Met het tekenen van het verdrag van Nemours plaatste de koning zich aan het hoofd van de katholieke liga. Op 18 juli ging hij persoonlijk naar het Parlement van Parijs om een Lit de justice te houden en trok de macht terug naar zich.

## Inhoud
Alle eerdere edicten waarbij religieuze en politieke concessies aan de hugenoten werden verleend, werden ingetrokken. Kortom, het akkoord verbood de beoefening van alle religies behalve het rooms-katholicisme in Frankrijk. Het werd ‘ketters’ niet toegestaan een openbaar ambt te bekleden en ministers van andere religies werden verboden. Alle onderdanen moesten zich bekeren tot het katholicisme, anders liepen ze het risico uit Frankrijk te worden verdreven.

## Gevolg
Paus Sixtus V bezegelde het Verdrag van Nemours door de koning van Navarra en zijn neef, de prins van Condé, te excommuniceren. Hij ontnam  de koning van Navarra van zijn titels en ontzegde hem en zijn neef het recht om de Franse troon op te volgen. De pauselijke bul maakte alle verbintenissen gesloten met de koning van Navarra, ongeldig. Het Verdrag van Nemours was uiteindelijk de aanzet voor de Drie-Hendriken-oorlog (1585-1589).